# Чёрные семинолы
Черными семинолами называются потомки свободных африканцев и беглых рабов (маронов) и галла, мигрировавших в Испанскую Флориду с плантаций Южной Каролины и Джорджии в конце XVII века. К началу XIX века они зачастую селились рядом с индейцами племени семинолов.
В результате культурного обмена получился уникальный многонациональный союз с участием представителей двух рас. Современные потомки чёрных семинолов живут в штате Флорида, сельских районах Оклахомы и Техаса, на Багамских островах и северных районах Мексики.

## Культура
Культура чёрных семинолов оформилась после 1800 года и представляла собой смесь элементов африканской, индейской, испанской культур и обычаев рабов. Они носили национальную одежду семинолов из волокон местного растения Zamia integrifolia.
В кулинарии влияние индейской культуры сказалось в популярности англ. sofkee, приготовляемого путём размалывания кукурузы в ступке. Галла научили индейцев возделывать рис.

## Отношения с индейцами
В начале XIX столетия мароны установили с племенем семинолов уникальные отношения. Хотя мароны и платили индейцам дань, они были независимы. Мароны жили отдельно, носили оружие, имели собственных вождей и владели землёй.
Подобные условия способствовали процветанию чёрных семинолов.
Мы обнаружили, что у негров в собственности находятся огромные площади первоклассной земли, приносящие богатые урожаи кукурузы, бобов, дынь, тыквы и прочих овощей. ... дома у них больше и удобнее, чем у индейцев.

## Участие в войнах семинолов

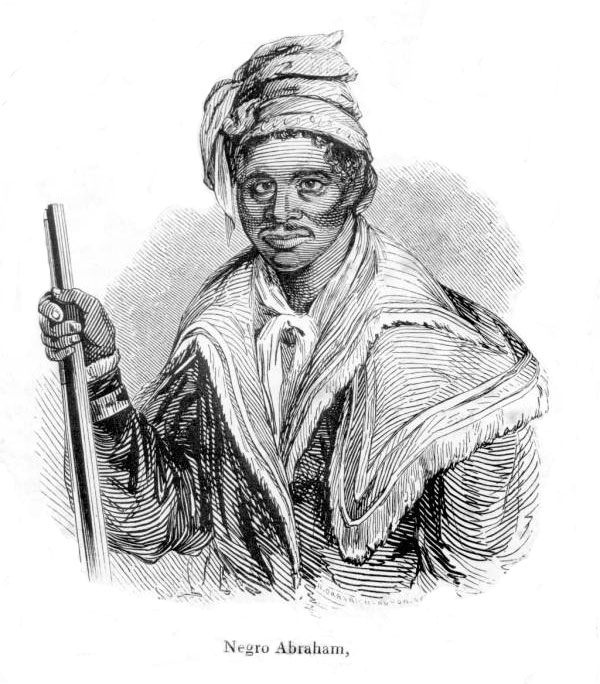
Авраам (Абрахам), предводитель чёрных семинолов

Наличие во Флориде поселений вооружённых галла вызывало беспокойство среди рабовладельцев.

### Первая семинольская война
Началась в 1817 году. Её целью было ослабление общин беглых рабов. Поводом к её началу послужило нападение войск по руководством Эндрю Джексона на форт Гатсден — форпост семинолов во Флориде.

### Вторая семинольская война
Причиной послужило объявленное правительством переселение нескольких тысяч семинолов, в том числе чёрных семинолов. Определённую роль сыграло то, что рабовладельцы требовали вернуть им беглых рабов.
Опасаясь вновь попасть в рабство, чёрные семинолы воспротивились переселению. На военном совете они поддержали наиболее воинственную группу семинолов под предводительством Оцеолы.
Чёрные семинолы принимали участие в военных действиях. У них были свои военные предводители, такие Хуан Кабалло, Авраам и Джон Сезар. Кроме того, чёрные семинолы организовывали бунты среди рабов. В результате этих бунтов погибло более 400 белых граждан США и не менее 21 плантации были разграблены.